# André Gevers
André Gevers (Schijndel, 19 augustus 1952) is een Nederlands voormalig wielrenner.

## Belangrijkste overwinningen
1975
- Wereldkampioen op de weg, amateurs
- 3e etappe Ronde van Noord-Holland
- Omloop van de Baronie

1976
- 3e etappe Ronde van Indre en Loire
- 4e etappe Omloop van de Sarthe
- 5e etappe Ronde van Nederland

1977
- 3e etappe Omloop van de Sarthe

## Resultaten in voornaamste wedstrijden
| Jaar | Gent-Wevelgem | Parijs-Roubaix | Amstel Gold Race |
| ---- | ------------- | -------------- | ---------------- |
| 1976 | 28e           | 22e            | 31e              |
| 1977 |               |                | 54e              |
| 1980 |               |                | 53e              |

## Ploegen
- 1974 - De Windmolens (amateurs)
- 1975 - De Windmolens (amateurs)
- 1976 - Lejeune-BP
- 1977 - Lejeune-BP
- 1978 - TI-Raleigh-McGregor[1]
- 1979 - TI-Raleigh-McGregor[2]
- 1980 - Amko
- 1981 - Individuele sponsor
- 1982 - Auto Brabant
- 1983 - Vorselaars Autoschade